# Ringenberg (Maierhöfen)
Ringenberg (westallgäuerisch: Ringəbərg) ist ein Gemeindeteil der Gemeinde Maierhöfen im bayerisch-schwäbischen Landkreis Lindau (Bodensee).

## Geographie
Das Dorf liegt circa einen Kilometer nordwestlich des Hauptorts Maierhöfen und zählt zur Region Westallgäu.

## Ortsname
Der Ortsname leitet sich vom Personennamen Hringo oder vom mittelhochdeutschen Wort ringe für klein, gering ab und bedeutet (Siedlung an) der Anhöhe des Hringo bzw. (Siedlung an) der geringen Anhöhe.

## Geschichte
Um das Jahr 1230 wurde die Burg Ringenberg erbaut. Im Jahr 1390 wurde erstmals der Ortsname mit den Herren von Ringenberg erwähnt. 1790 fand die Vereinödung in Ringenberg statt. 1935 wurde der Ort aus der Gemeinde Gestratz nach Maierhöfen eingemeindet. Ende der 1960er Jahre wurde ein Hotel im Ort in ein Altenheim umgewandelt, das heute als Pflegeeinrichtung und sozialpsychiatrische Einrichtung unter dem Namen Haus Iberg geführt wird.

## Baudenkmäler
Siehe auch: Liste der Baudenkmäler in Ringenberg